# Campionato Paulista 2008
Il  Campionato Paulista 2008 è la 107ª edizione della massima serie calcistica dello stato di San Paolo. Il campionato è cominciato il 16 gennaio ed è finito il 2 maggio, ed è stato vinto dal Palmeiras.

## Formula
Le 20 squadre sono inserite in un girone all'italiana e si affrontano in gare di sola andata. Le prime quattro squadre classificate approdano ai playoff che si disputano in gare di andata e ritorno (in caso di parità fa fede la posizione di classifica). Le ultime quattro squadre classificate vengono retrocesse nella Serie A2.

## Classifica

### Prima fase
| Pos | Squadra        | P  | G  | V  | N | S  | GF | GS | DR  |
| --- | -------------- | -- | -- | -- | - | -- | -- | -- | --- |
| 1   | Guaratinguetá  | 40 | 19 | 13 | 1 | 5  | 27 | 14 | 13  |
| 2   | Palmeiras      | 40 | 19 | 12 | 4 | 3  | 36 | 16 | 20  |
| 3   | São Paulo      | 38 | 19 | 11 | 5 | 3  | 31 | 22 | 9   |
| 4   | Ponte Preta    | 35 | 19 | 10 | 5 | 4  | 36 | 23 | 13  |
| 5   | Corinthians    | 33 | 19 | 9  | 6 | 4  | 24 | 15 | 9   |
| 6   | Grêmio Barueri | 32 | 19 | 10 | 2 | 7  | 34 | 24 | 10  |
| 7   | Santos         | 31 | 19 | 9  | 4 | 6  | 28 | 23 | 5   |
| 8   | Mirassol       | 29 | 19 | 9  | 2 | 8  | 29 | 28 | 1   |
| 9   | Noroeste       | 29 | 19 | 8  | 5 | 6  | 29 | 23 | 6   |
| 10  | Portuguesa     | 28 | 19 | 7  | 7 | 5  | 21 | 17 | 4   |
| 11  | Ituano         | 26 | 19 | 8  | 2 | 9  | 24 | 32 | -8  |
| 12  | Paulista       | 25 | 19 | 7  | 4 | 8  | 24 | 24 | 0   |
| 13  | Bragantino     | 25 | 19 | 7  | 4 | 8  | 26 | 27 | -1  |
| 14  | Marilia        | 22 | 19 | 7  | 1 | 11 | 21 | 20 | 1   |
| 15  | São Caetano    | 20 | 19 | 5  | 5 | 9  | 16 | 30 | -14 |
| 16  | Guarani        | 19 | 19 | 5  | 4 | 10 | 20 | 31 | -11 |
| 17  | Juventus       | 19 | 19 | 4  | 5 | 10 | 21 | 36 | -15 |
| 18  | Rio Preto      | 15 | 19 | 4  | 3 | 12 | 16 | 28 | -12 |
| 19  | Sertãozinho    | 15 | 19 | 4  | 3 | 12 | 16 | 30 | -14 |
| 20  | Rio Claro      | 13 | 19 | 3  | 4 | 12 | 16 | 32 | -16 |

|  | Qualificato alle semifinali       |
|  | Qualificato al Torneo do Interior |
|  | Retrocesso in Série A2            |

### Fase finale

#### Semifinali
Andata: 12 aprile/13 aprile

Ritorno: 19 aprile/20 aprile
| Squadra 1     | Ris. | Squadra 2   | Andata | Ritorno |
| ------------- | ---- | ----------- | ------ | ------- |
| Guaratinguetá | 1-3  | Ponte Preta | 0-1    | 1-2     |
| Palmeiras     | 3-2  | São Paulo   | 1-2    | 2-0     |

#### Finale
Andata:27 aprile

Ritorno:4 maggio
| Squadra 1   | Ris. | Squadra 2 | Andata | Ritorno |
| ----------- | ---- | --------- | ------ | ------- |
| Ponte Preta | 0-6  | Palmeiras | 0-1    | 0-5     |

## Squadra vincitrice
Palmeiras
Ventiduesimo titolo